# Kwaku Afriyie
 (mai 2025).
Kwaku Afriyie est né le 7 juillet 1954 à Sefwi Wiawso (en), est un homme politique ghanéen, agriculteur et membre du Nouveau Parti Patriotique au Ghana. Il a été ministre régional de l'Ouest du Ghana de 2017 à 2018. Il a été nommé par le président Nana Addo Danquah Akuffo-Addo en janvier 2017 et a été approuvé par les membres du Parlement en février 2017. Il a été député de la circonscription de Sefwi Wiawso (en) dans la région du Nord-Ouest du Ghana lors des 7e et 8e Parlements de la quatrième République du Ghana.

## Jeunesse et éducation
Kwaku Afriyie est né le 7 juillet 1954 à Sefwi Wiawso (en), au Ghana. Il est titulaire d'un MB CBH de la faculté de médecine de l'Université du Ghana et d'une maîtrise en santé publique de l'Université de Tulane, à la Nouvelle-Orléans, aux États-Unis. Il était également membre du Collège des médecins et chirurgiens du Ghana (en).

## Carrière
Kweku Afriyie a commencé sa carrière en tant que médecin à l'hôpital universitaire Korle-Bu et à l'hôpital Effia Nkwanta de 1982 à 1994 et a ensuite été promu au poste de directeur des services de santé à l'hôpital gouvernemental de Bibiani de 1990 à 2016, il a été directeur général d'Afriyie Farms.

## Politique
Afriyie est membre du Nouveau Parti patriotique et député de la circonscription de Sefwi Wiawso dans la région du Nord-Ouest (en). Entre 2001 et 2005, il a fait partie du sous-comité du Cabinet chargé des affaires cacaoyères sous l'administration du président Kufuor.

### Élection de 2016
Afriyie s'est présenté au siège parlementaire de Sefwi Wiawso (en) sur la liste du Nouveau Parti patriotique lors des élections générales ghanéennes de 2016 et a remporté l'élection avec 31 736 voix représentant 54,29 % du total. Il a remporté l'élection face à Evans Paul Aidoo du Congrès national démocratique qui a recueilli 26 105 voix, soit 44,66 %, le candidat parlementaire du PPP Sebastian Webster Kwasi Andoh a obtenu 459 voix, soit 0,79 %, Baafi Kwame Fairfax du Convention People's Party a obtenu 114 voix, soit 0,20 % et le candidat parlementaire du GCPP Prince Akomeah Stephen a obtenu 38 voix, soit 0,07 % du total des voix.

#### Élection de 2020
Lors des élections générales ghanéennes de 2020, Afriyie s'est à nouveau présenté au siège parlementaire de la circonscription de Sefwi Wiawso sur la liste du Nouveau Parti patriotique et a remporté l'élection avec 29 091 voix représentant 45,10 % du total. Il a remporté l'élection face à Aidoo Evans Paul du Congrès national démocratique, Bonye Martin Kofi (IND), Louisa Nkuah Kwayie du GUM et Prince Akomeah Stephen du GCPP. Ils ont obtenu respectivement 28 946, 5 733, 576 et 69 voix, soit respectivement 44,99 %, 8,91 %, 0,90 % et 0,11 % du total,,,,.

## Vie personnelle
Afriyie est chrétien.